# Szesnastozgłoskowiec
Szesnastozgłoskowiec – format wiersza sylabicznego ze średniówką po sylabie ósmej, stosunkowo rzadszy niż jedenastozgłoskowiec i trzynastozgłoskowiec. Rozmiar szesnastosylabowy częściej występuje w postaci sylabotonicznej, trocheicznej ośmiostopowej, albo tonicznej, sześcioakcentowej.
Szesnastozgłoskowcem trocheicznym Bolesław Leśmian napisał wiersz Ballada bezludna, a szesnastozgłoskowcem sześcioakcentowym utwór Znikomek.
Zabóstwiło się cudacznie pod blekotem na uboczu,
A to jakaś mgła dziewczęca chciała dostać warg i oczu,
A czuć było, jak boleśnie chce się stworzyć, chce się wcielić,
Raz warkoczem się zazłocić, raz piersiami się zabielić -
Ballada bezludna
W cienistym istnień bezładzie Znikomek błąka się skocznie.
Jedno ma oko błękitne, a drugie – piwne, więc raczej
Nie widzi świata tak samo, lecz każdym okiem – inaczej -
I nie wie, który z tych światów jest rzeczywisty – zaocznie?
Znikomek
W literaturze języka angielskiego trocheiczny szesnastozgłoskowiec występuje w Kruku Edgara Allana Poego.
Raz w północnej, głuchej dobie, gdym znużony siedział sobie
Nad księgami dawnej wiedzy, którą wieków pokrył kurz –
Gdym się drzemiąc chylił na nie, usłyszałem niespodzianie
Lekkie, ciche kołatanie, jakby u drzwi moich tuż.
„To gość jakiś – wyszeptałem. – Puka snadź przy drzwiach mych tuż.
Nic innego chyba już”.
przekład Zenon Przesmycki
Ośmiostopowego trocheja używali też Alfred Tennyson (Locksley Hall), Robert Browning (A toccata of Galuppi's) i Edwin Arlington Robinson (The valley of the shadow).